# Giraud Point
Giraud Point är en udde i Australien. Den ligger i kommunen Shark Bay och delstaten Western Australia, omkring 650 kilometer norr om delstatshuvudstaden Perth.
Trakten är glest befolkad. Det finns inga samhällen i närheten. 
Trakten runt Giraud Point består i huvudsak av gräsmarker.  Klimatförhållandena i området är arida. Genomsnittlig årsnederbörd är 217 millimeter. Den regnigaste månaden är juni, med i genomsnitt 68 mm nederbörd, och den torraste är oktober, med 2 mm nederbörd.